# Wehrkraftzersetzung

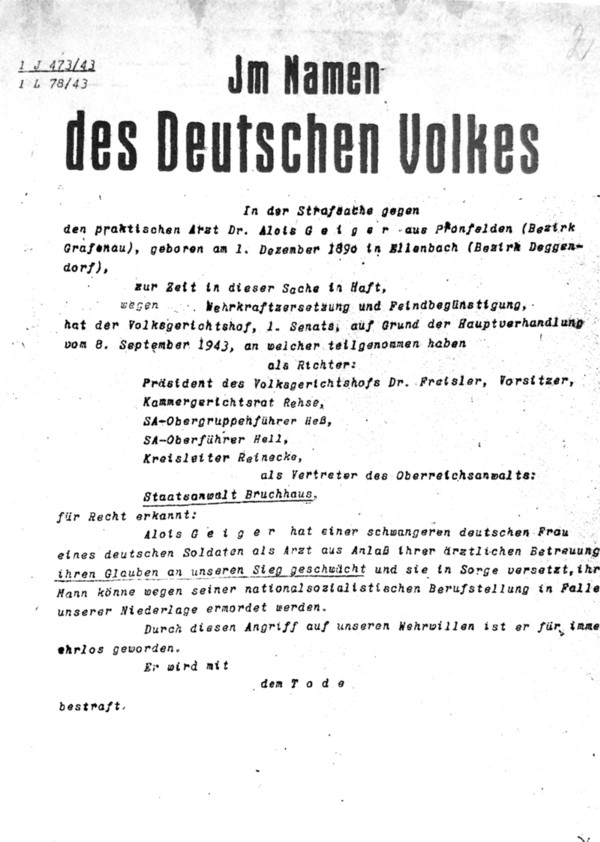
Un exemple de condamnation à mort pour Wehrkraftzersetzung et défaitisme, prononcée par le Volksgerichtshof le 8 septembre 1943 contre le médecin Alois Geiger.

Wehrkraftzersetzung ou Zersetzung der Wehrkraft est un terme du droit militaire allemand traduit par démoralisation des troupes, : il est utilisé sous le Troisième Reich de 1938 à 1945 pour qualifier ce que le régime nazi considère comme un crime de sédition.
À l'approche de la Seconde Guerre mondiale, ce terme juridique est acté par un décret de 1938 afin d'étouffer au sein de l'armée allemande toute critique des dirigeants du parti nazi et de la Wehrmacht. En 1939, un autre décret paraît qui étend son champ d'application à la société civile,.
La Wehrkraftzersetzung redéfinit le code pénal militaire allemand afin de punir des actes séditieux comme des propos défaitistes, l'auto-mutilation et la mise en doute de la notion de « victoire finale ». Les accusés encourent la peine de mort, de lourdes peines de prison, la déportation en camp de concentration ou en bataillon disciplinaire.
Les textes des décrets et une interprétation étendue du terme « public » ont rendu possibles de nombreux jugements assortis de condamnations draconiennes par les tribunaux du Troisième Reich, qui furent pour de nombreux Allemands l'« incarnation de la terreur ».
Cette notion juridique est abolie de facto après la défaite allemande de 1945, mais le texte du code pénal reste utilisé en République fédérale d'Allemagne. Le 25 août 1998, puis le 23 juillet 2002, après des débats au Bundestag, les dispositions datant de la période nazie disparaissent du système judiciaire allemand et toutes les condamnations nazies pour objection de conscience, désertion et autres formes de Wehrkraftzersetzung sont frappées de nullité.

## Personnes condamnées à mort pourWehrkraftzersetzung
- Elise Hampel
- Otto Hampel
- Elli Hatschek
- Franz Jägerstätter
- Erich Knauf
- Hans Leipelt
- Joseph Müller (en)
- Hans Scholl
- Sophie Scholl